# کلمان سکل
کُلُمان سُکُل (اسلواکی: Koloman Sokol; ۱۲ دسامبر ۱۹۰۲ – ۱۲ ژانویهٔ ۲۰۰۳) یکی از برجسته‌ترین نقاشان، گرافیست‌ها و تصویرگران کشور اسلواکی بود. او بنیانگذار هنر گرافیک مدرن اسلواکی بود.